# František Dostál (horolezec)
František Dostál (16. března 1940 – 2. prosince 2006 Bratislava) byl slovenský horolezec, scenárista, autor námětů horolezeckých filmů a vedoucí výroby. Účastník šesti expedicí na osmitisícovky, v roce 1987 byl členem týmu, který natáčel hraný film na Everestu. Zahrál si také ve filmu Všichni dobří rodáci (1968).
Poslední léta svého života strávil jako invalida po mozkové mrtvici, která postihla i řeč, na její následky zemřel v roce 2006.

## Horolezecké expedice
- Kančendženga
- Lhoce Šar
- 1987 Mount Everest
- Nanga Parbat

## Film

### Spoluautor námětu a scénáře
- 1981 Kangchenjunga
- 1984 Jagavá púť Lhoce Šar

### Vedoucí produkce
- 1969 Bašta (TV film)
- 1976 Vel'ký čierny obor
- 1983 Zrelá mladosť
- 1983 Mŕtvi učia živých
- 1986 Šiesta veta
- 1988 Sagarmatha
- 1988 Pan Kaňka ve vesmíru II - Mise Voltana
- 1988 Pan Kaňka ve vesmíru I - Únos Anežky

### Zástupce vedoucího výroby
- 1970 Medená veža
- 1974 Deň slnovratu
- 1975 Brána k domovu (TV film)
- 1976 Stroskotanie Danubia (TV film)
- 1976 10 % nádeje
- 1977 Sedem krátkych rokov inžiniera Hagaru [TV minisérie)
- 1978 Smoliari

### Vedoucí výroby
- 1970 Expedícia Nanga Parbat
- 1977 Afrika 77
- 1981 Kangchenjunga
- 1981 Teplota vzduchu 50 °C vlhkosť 97%
- 1984 Jagavá púť Lhoce Šar